# Kanton Dieppe-Ouest
Kanton Dieppe-Ouest (fr. Canton de Dieppe-Ouest) je francouzský kanton v departementu Seine-Maritime v regionu Normandie. Skládá se pouze z části města Dieppe.